# Raymond Geerts
Raymond Geerts (né le 1er décembre 1959) est un musicien belge, surtout connu comme le guitariste de Hooverphonic. Il a également co-écrit certaines des chansons du groupe. Il est également actif dans le groupe The Ditch.

## Biographie

### Enfance et formation
Geerts a commencé à jouer de la batterie dans sa jeunesse, mais assez rapidement, il a appris à jouer de la guitare.

### Carrière musicale
Dans les années 90, Raymond Geerts jouait dans un groupe à Saint-Nicolas. Il entre alors en contact avec Alex Callier et Frank Duchêne (ancien membre de Hooverphonic et claviériste). Ensemble, ils ont fondé d'abord le groupe The Love Letter Boxes. Peu de temps après, ils changent de style musical et les trois écrivent Inhaler, la première chanson de Hooverphonic.